# Maghsum Myrsaghalijew

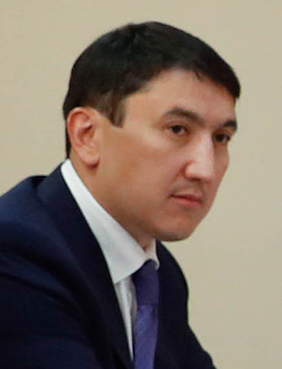
Maghsum Myrsaghalijew (2020)

Maghsum Maratuly Myrsaghalijew (kasachisch Мағзұм Маратұлы Мырзағалиев Mağzūm Maratūly Myrzağaliev, russisch Магзум Маратович Мирзагалиев Magsum Maratowitsch Mirsagalijew; * 7. November 1978 in Alma-Ata, Kasachische SSR) ist ein kasachischer Politiker.

## Leben
Myrsaghalijew wurde 1978 in Alma-Ata geboren. 1999 schloss er sein Studium mit einem Abschluss in International Economics an der Turan-Universität ab. 2003 erwarb er einen weiteren Studienabschluss an der Diplomatischen Akademie des kasachischen Außenministeriums, ebenfalls in International Economics. Er studierte zudem an der Kaspischen Staatlichen Universität für Technologie und Ingenieurwesen, wo er sich auf die Entwicklung von Öl- und Gasfeldern spezialisierte.
Seine Karriere begann Myrsaghalijew in der Privatwirtschaft. Von 2000 bis 2001 war er leitender Angestellter in der Abteilung für Finanz- und Wirtschaftsanalyse der regionalen Forstbehörde des Gebietes Aqmola. Anschließend wechselte er in die Erdölwirtschaft des Landes. Er wurde von MIDrillingFluids International, einem Tochterunternehmen des Schlumberger-Konzerns, als Ingenieur auf dem Ölfeld Tengiz eingestellt. Während seiner Arbeit für das Unternehmen absolvierte er zwischen 2002 und 2004 Praktika in den Vereinigten Staaten und Malaysia. Nach seiner Rückkehr nach Kasachstan war er zuerst Vertriebsmitarbeiter und dann Produktionsmanager der Niederlassung von MIDrillingFluids International in Aqtau.
Zwischen 2007 und 2010 war er Geschäftsführer von Tenizservice, einem Tochterunternehmen der staatlichen kasachischen Erdöl- und Erdgasgesellschaft KazMunayGas. Danach arbeitete er direkt für KazMunayGas als Geschäftsleiter der Abteilung für Dienstleistungsprojekte und von Februar 2012 bis Oktober 2013 war er stellvertretender Vorsitzender mit dem Zuständigkeitsbereich für innovative Entwicklung und Dienstleistungsprojekte.
Am 24. Oktober 2013 wurde Myrsaghalijew zum ersten Mal für ein Amt im öffentlichen Dienst benannt. Er war seitdem stellvertretender Minister für Öl und Gas. Nach der Auflösung des Ministeriums und einer Regierungsumbildung hatte er ab dem 13. August 2014 den Posten als stellvertretender Energieminister inne. Am 17. Juni 2019 bekam er im Kabinett Mamin den Ministerposten des neu gegründeten Ministeriums für Ökologie, Geologie und natürliche Ressourcen. Im Zuge einer Kabinettsumbildung wurde er am 9. September 2021 Energieminister Kasachstans. Infolge der Unruhen in Kasachstan im Januar 2022 und der daraus resultierenden politischen Veränderungen wurde er von Präsident Qassym-Schomart Toqajew am 13. Januar zu seinem Berater ernannt.
Seit dem 14. April 2022 ist er Vorstandsvorsitzender von KazMunayGas.

## Persönliches
Maghsum Myrsaghalijew ist verheiratet und hat fünf Kinder. Neben Kasachisch und Russisch verfügt er über Kenntnisse des Englischen und Türkischen.